# Dalaba
Dalaba – miasto w Gwinei; 12 700 mieszkańców (2006). Przemysł spożywczy, włókienniczy.